# دهستان جاورسیان
دهستان جاورسیان یکی از دهستان‌های بخش قره‌چای شهرستان خنداب استان مرکزی ایران است.